# 喜氣滿盈
喜氣滿盈（英語：アドマイヤオーラ），是日本純種競賽馬匹。生涯活躍於中距離賽事，曾勝出新山紀念、彌生賞及京都紀念。

## 出賽前
2004年2月19日出生於北海道早來町（今安平町）北部牧場，成長途中被馬主近藤利一購入。
其後交由栗東訓練中心練馬師松田博資訓練。

## 競賽生涯

### 2歲
2006年11月4日出戰京都競馬場2歲新馬戰，比賽途中一直維持於第二的位置下在直路順利衝出，最終輕鬆取得首勝。
其後出戰中京兩歲錦標，本次比賽採用居中戰術下於最後彎道逐步加速進佔先頭位置，但於直路上一直未能迫近領先的大和赤驥，最終被拉開1/2馬位差距落敗。

### 3歲
2007年首戰為新山紀念，於上仗騎師武豐被罰停賽下改由岩田康誠策騎。比賽開始後，其選擇於中團約莫第五的位置推進，於比賽途中一直以有遮擋的姿態穩步追走。進入直路後，其於中檔瞬間衝出下成功超越前方賽駒，最終追過大和赤驥下亦能壓贏後方的桂冠戰士，以1 1/2馬位取得首個分級賽冠軍。
3月4日以皋月賞前哨戰彌生賞作為目標，比賽初段以居中姿態推進下在最後彎道開始變奏抽出外檔望空，直路出頭經已處於前方位置。進入直路後，其繼續於所在位置保持衝勢不斷加速追趕前方對手，最終逐步領先下亦能於後半段抵擋後上馬Coconut Punch的壓力壓贏對手取得冠軍。
其後出戰主要目標皋月賞，賽前取得第一人氣。比賽開始後，其並未進佔先頭位置，而是以緩慢的速度保持於隊伍最後方，並於第四彎道才開始逐步加速上前。進入直路後，縱然其奮力跑出全場最佳末腳並不斷追趕前方對手，但最終仍然敗於永威勝、Sun Zeppelin及Fusaichi Ho O以第四完賽。
其後出戰東京優駿（日本打吡），比賽初段其選擇保持於第五左右的位置，但於對面直路稍為收慢之下墮後到第七、八左右。進入直路後，騎師岩田開始指揮其加速蠶食前方賽駒，但最終未能超越率先衝出的伏特加及領放馬淺草皇帝下以第三落敗。
而賽後，其被診斷出於比賽途中左後腳出現輕微骨折，因而需要進入休養。
12月8日以鳴尾紀念作為復出戰，於中團靠後位置展開推進下於最後彎道在外檔望空，進入直路稍為衝刺一段距離下超越大部份對手，最終和同主馬Admire Fuji跑獲一席平頭季軍。

### 4歲
2008年年初以京都金盃作為目標，雖然於賽前取得第一人氣，但於直路上未能以末腳速度扭轉留後的劣勢，最終無法壓贏保持於前方的榮進代表下以第二完賽。
2月23日出戰京都紀念，本次比賽繼續選擇於後方位置追走下在最後彎道展現優秀的反應，逐步抽出外檔下成功望空。進入直路後，其於外檔位置一舉衝出並轟出不俗的速度，最終成功超越其他對手取得第三個分級賽冠軍。
其後陣營安排其遠征阿聯酋出戰杜拜免税店盃，但於比賽途中一直處於被包圍的狀態，最終於直路仍然未能突破下以第九落敗。
回國後繼續以中距離戰線作為目標，但出戰金鯱賞因不適應變化地而僅獲第六，6月出戰寶塚紀念更以包尾第十四大敗。
而於寶塚紀念賽後4日，其於詳細檢查中被發現右橈側手根骨骨折，因而需要進入休養。

### 5歲
2009年繼續以京都金盃作為目標，但於其中再度未能發揮優秀的表現，在直路無法最大程度加速下以第四完賽。
其後原定出戰京都紀念並以連霸為目標，但於進入跑道後被發現受傷，最終被勒令推出下亦第三度進入休養。

### 6歲
2010年5月29日於金鯱賞復出，比賽途中保持於中團位置等待時機下在最後直路嘗試加速衝出，但未能順利突破之下以第五完賽。
其後出戰福島電視公開賽雖然表現有所好轉取得第三，但於小倉紀念再度因入場後被發現受傷而閘前退出，8月29日於新潟紀念中更因為完全未能嚮應加速指揮而以第十七慘敗。
歷經新潟紀念的結果後，陣營認為其經已不適合繼續出賽，遂安排其退役並於9月2日取消日本中央競馬會的賽駒註冊。

### 詳細戰績
| 日期       | 舉辦國家 | 馬場 | 距離   | 級別 | 賽事名稱       | 負重 | 騎師     | 馬號 | 出馬 | 名次 | 時間     | 頭馬（二馬）       |
| ---------- | -------- | ---- | ------ | ---- | -------------- | ---- | -------- | ---- | ---- | ---- | -------- | ------------------ |
| 4/11/2006  | 日本     | 京都 | 草1600 |      | 2歲新馬        | 55   | 武豐     | 7    | 10   | 1    | 1:37.2   | （Good Luck Hour） |
| 16/12/2006 | 日本     | 中京 | 草1800 | OP   | 中京兩歲錦標   | 55   | 武豐     | 3    | 8    | 2    | 1:47.9   | 大和赤驥           |
| 8/1/2007   | 日本     | 京都 | 草1600 | GIII | 新山紀念       | 56   | 岩田康誠 | 7    | 10   | 1    | 1:35.1   | （大和赤驥）       |
| 4/3/2007   | 日本     | 中山 | 草2000 | GII  | 彌生賞         | 56   | 武豐     | 4    | 14   | 1    | 2:00.5   | （Coconut Punch）  |
| 15/4/2007  | 日本     | 中山 | 草2000 | GI   | 皋月賞         | 57   | 武豐     | 15   | 18   | 4    | 2:00.1   | 永威勝             |
| 27/5/2007  | 日本     | 東京 | 草2400 | GI   | 東京優駿       | 57   | 岩田康誠 | 14   | 18   | 3    | 2:25.3   | 伏特加             |
| 8/12/2007  | 日本     | 阪神 | 草1800 | GIII | 鳴尾紀念       | 56   | 安藤勝己 | 15   | 16   | 3    | 1:47.6   | 高級玩意           |
| 5/1/2008   | 日本     | 京都 | 草1600 | GIII | 京都金盃       | 57   | 安藤勝己 | 16   | 16   | 2    | 1:33.6   | 榮進代表           |
| 23/2/2008  | 日本     | 京都 | 草2200 | GII  | 京都紀念       | 57   | 安藤勝己 | 10   | 16   | 1    | 2:13.5   | （Admire Fuji）    |
| 29/3/2008  | 阿聯酋   | 詩柏 | 草1777 | GI   | 杜拜免税店盃   | 57   | 安藤勝己 |      | 16   | 9    | 記錄缺失 | 精闢圖像           |
| 31/5/2008  | 日本     | 中京 | 草2000 | GII  | 金鯱賞         | 58   | 安藤勝己 | 13   | 17   | 6    | 1:59.7   | 榮進代表           |
| 29/6/2008  | 日本     | 阪神 | 草2200 | GI   | 寶塚紀念       | 58   | 安藤勝己 | 6    | 14   | 14   | 2:19.1   | 榮進代表           |
| 5/1/2009   | 日本     | 京都 | 草1600 | GIII | 京都金盃       | 58   | 安藤勝己 | 1    | 16   | 4    | 1:33.4   | 玉藻支援           |
| 29/5/2010  | 日本     | 京都 | 草2000 | GII  | 金鯱賞         | 57   | 安藤勝己 | 13   | 14   | 5    | 2:00.3   | 熱誠真摯           |
| 27/6/2010  | 日本     | 福島 | 草1800 | OP   | 福島電視公開賽 | 58   | 内田博幸 | 8    | 16   | 3    | 1:48.3   | Battle Banyan      |
| 1/8/2010   | 日本     | 小倉 | 草2000 | GI   | 小倉紀念       | 58   | 安藤勝己 | 9    | 18   | 退賽 | 退賽     | Nihonpillow Regalo |
| 29/8/2010  | 日本     | 新潟 | 草2000 | GIII | 新潟紀念       | 58   | 後藤浩輝 | 12   | 17   | 17   | 2:01.0   | Narita Crystal     |

## 退役後
退役後，喜氣滿盈成為了配種馬，於北海道新冠町優駿Stallion Station休養，在2011年進行配種。首批子嗣於2012年出生。首批子嗣可於2014年出賽。2015年5月6日，Cross Krieger勝出兵庫冠軍錦標，成為首匹勝出分級賽的賽駒。2020年10月12日，Arctors勝出一哩冠軍南部盃，成為首匹勝出一級賽的喜氣滿盈子嗣。
2015年2月28日，其左前腳出現受傷的情況，未有好轉之下於3月3日接受詳細檢查，結果被發現為肩胛骨粉碎性骨折，最終被診斷為預後不良下被處於安樂死，享年11歲。

### 主要子嗣

#### 一級賽優勝子嗣
粗體字為一級賽
2015年生
- Arctos（子犬座錦標、兩次一哩冠軍南部盃、埼玉盃）

#### 分級賽優勝子嗣
2012年生
- 由零開始（杜若紀念、子犬座錦標、亮星錦標、埼玉盃）
- Cross Krieger（兵庫冠軍錦標、獵豹錦標）

## 血統簡介
父系愛麗速子爲日本賽駒，生涯四戰四勝，以無敗姿態勝出2001年皋月賞，但因傷病提早退役配種，因而被人稱謂「幻之三冠馬」。祖父週日寧靜是美國三冠賽雙冠馬，退役後在日本配種，在日本馬壇相當成功，贏得多項分級賽事，其子嗣贏得巨額獎金。
母系Biwa Heidi爲日本賽駒，生涯戰績優秀，曾勝出一級賽阪神三歲牝馬錦標。外祖父Caerleon爲美國生產的愛爾蘭賽駒，生涯戰績彪炳，曾勝出一級賽法國打吡及英國國際錦標，退役後配種成績以非常優秀。

### 血統表
| 父線：週日寧靜系（Halo系）                      |                         |               |                 |
| 種馬 愛麗速子 1998年（栗色）                    | 週日寧靜 1986年（棕色） | Halo          | Hail to Reason  |
| 種馬 愛麗速子 1998年（栗色）                    | 週日寧靜 1986年（棕色） | Halo          | Cosmah          |
| 種馬 愛麗速子 1998年（栗色）                    | 週日寧靜 1986年（棕色） | Wishing Well  | Understanding   |
| 種馬 愛麗速子 1998年（栗色）                    | 週日寧靜 1986年（棕色） | Wishing Well  | Mountain Flower |
| 種馬 愛麗速子 1998年（栗色）                    | 愛麗花 1987年（棗色）   | Royal Ski     | Raja Baba       |
| 種馬 愛麗速子 1998年（栗色）                    | 愛麗花 1987年（棗色）   | Royal Ski     | Coz Onijinsky   |
| 種馬 愛麗速子 1998年（栗色）                    | 愛麗花 1987年（棗色）   | Agens Lady    | Remand          |
| 種馬 愛麗速子 1998年（栗色）                    | 愛麗花 1987年（棗色）   | Agens Lady    | Ikoma Eikan     |
| 繁殖雌馬 Biwa Heidi 1993年（棕色）              | Caerleon 1980年（棗色） | 尼真斯基      | 北地舞人        |
| 繁殖雌馬 Biwa Heidi 1993年（棕色）              | Caerleon 1980年（棗色） | 尼真斯基      | Flaming Page    |
| 繁殖雌馬 Biwa Heidi 1993年（棕色）              | Caerleon 1980年（棗色） | Foreseer      | 圓桌武士        |
| 繁殖雌馬 Biwa Heidi 1993年（棕色）              | Caerleon 1980年（棗色） | Foreseer      | Regal Gleam     |
| 繁殖雌馬 Biwa Heidi 1993年（棕色）              | Aghsan 1985年（黑色）   | Lord Gayle    | Sir Gaylord     |
| 繁殖雌馬 Biwa Heidi 1993年（棕色）              | Aghsan 1985年（黑色）   | Lord Gayle    | Sticky Case     |
| 繁殖雌馬 Biwa Heidi 1993年（棕色）              | Aghsan 1985年（黑色）   | Sanat Luciana | Luciano         |
| 繁殖雌馬 Biwa Heidi 1993年（棕色）              | Aghsan 1985年（黑色）   | Sanat Luciana | Suleika         |
| 雌系：Schwarzgold系（號族：16-c）               |                         |               |                 |
| 五代內近親交配：Hail to Reason 4×5、Turn-to 5×5 |                         |               |                 |

## 命名由來
名字中，Admire（アドマイヤ）為馬主近藤利一的冠名，帶有仰慕、讚賞、尊重等意思，Auro（オーラ）意思就是氣場，香港則結合兩部分，翻譯為「喜氣滿盈」。

## 外部連結
- 喜氣滿盈 netkeiba.com （页面存档备份，存于）
- 血統表 （页面存档备份，存于）